# 2e régiment de carabiniers (Belgique)
Pour les articles homonymes, voir 2e régiment de carabiniers.
Le 2e régiment de carabiniers (en néerlandais: 2de regiment karabiniers) était une unité d'infanterie de la force terrestre des forces armées belges.

## Origines
Le régiment est créé par un arrêté royal le 29 août 1913 à partir des 3e et 4e bataillons du 1er régiment de carabiniers.
Il est en garnison dans la caserne Prince Baudouin à Bruxelles.

## Première guerre mondiale
Lors de la mobilisation, il est divisé en 3 régiments distincts : le 2e régiment de carabiniers, le 4e régiment de carabiniers, et le 2e régiment de carabiniers de forteresse.
Il appartient à la 6e division d'armée Il formait avec le 4e régiment de carabiniers, la 18e brigade mixte.
Le régiment quitte Bruxelles le 3 août et reçoit ce même jour son drapeau aux Quatre-Bras (Tervueren). 
Après avoir opéré à l'est de la Dyle, où il reçoit sont baptême de feu à Schiplaken, il se retire dans la position fortifiée d'Anvers . Il prend part aux différentes sorties de l'armée de campagne au cours desquelles il se distingue aux combats de Kampenhout, de Hambosch, de Wackerzeel et de Werchter ainsi que dans la défense de la Nèthe. 
Après la 2e sortie d'Anvers, les 2e et 4e régiments de carabiniers sont fusionnés à Lierre, le 16 septembre 1914.
Pendant la bataille de l'Yser, il s'illustre lors de la contre-attaque de Tervaete du 22 octobre et se maintient pendant 2 jours encore aux abords de Stuyvekenskerke et du Château de Vicogne (Viconiahoeve).
Le régiment occupe ensuite différents secteurs du front : au nord de Dixmude (jusqu'en février 1915); Noord-schote, Maison du Passeur (jusqu'en juillet 1915) où deux de ses bataillons se distinguent à Steenstraete lors des premières attaques allemandes avec gaz et sont cités à l'ordre du jour de la 6e division d'armée ; devant Dixmude (jusqu'en décembre 1915) puis au sud de Dixmude (jusqu'en décembre 1916).
Le 26 décembre 1916 le régiment se dédouble pour reformer le 4e régiment de carabiniers. 
Il est positionné ensuite à Steenstraete-Het Sas (de février à mai 1917); de nouveau au sud de Dixmude (mai-décembre 1917); à Nieuport (de février à juillet 1918). 
Le 18 août 1918, il est au front dans le secteur de Boesinghe.
Il prend ensuite part à l'offensive des Flandres et s'empare des Franken-Preussen et Bayernstellungen, conquiert les positions de la crête entre West-Roosebeke et Passchendaele, reprend West-Roosebeke, Rumbeke, franchit la Mandel et délivre Meulebeke.
Le 26 octobre 1918, il escorte le Roi Albert dans sa rentrée triomphale à Bruges et le 22 novembre à Bruxelles.
1 208 de ses hommes sont tombés au champ d’honneur sur toute la durée de la guerre.
Le corps de musique du régiment fut dirigé durant toute la guerre par Arthur Prévost.

## Entre-deux-guerres
Il est dissous une première fois le 1er février 1926.

## Seconde guerre mondiale

### Mobilisation
Le régiment est mobilisé le 1er septembre 1939 dans la caserne Prince Baudouin à Schaerbeek par dédoublement du 1er régiment de carabiniers. Il est intégré à la 7e division d'infanterie. En raison d'un manque d'espace, le 1er bataillon est caserné dans un bâtiment scolaire sur la Grande rue au Bois à proximité. Ce régiment de première réserve connaît une mobilisation mouvementée.
Il part le 18 septembre pour la ligne KW et est déployé à Herent, Wavre-Notre-Dame, Haacht et Rijmenam. Les postes sont prêts, mais le régiment ne peut pas en profiter très longtemps car, en octobre 1939, ils sont déplacés vers le canal Albert près de Klein-Vorst et Tessenderlo. Pour ne rien arranger, ils doivent se déplacer à pied faute de moyens de transport. Au cours de l'hiver rigoureux de 1939, ils sont obligées de construire leurs propres baraquements, sinon les chevaux et l'équipement ne survivraient pas au froid glacial. 
Fin mars, le régiment apprend que leurs positions seront reprises par des unités de la 6e Division venues du secteur de Hasselt sur le canal Albert. Le régiment est placé en réserve sur la côte et logé dans la caserne de Lombardsijde. Cependant, au bout de dix jours la côte fut abandonnée et ils s'installèrent en région bruxelloise. Le régiment est déployé le 10 avril sur la ligne Hal-Ninove à Sint-Kwintens-Lennik, Gooik et Leerbeek. Moins de 3 semaines plus tard et 10 jours avant l'invasion, le régiment est à nouveau déplacé, en 2 étapes pour reprendre la position d'un régiment de la 5e division d'infanterie entre Eigenbilzen–Veldwezelt (cette division étant affectée entre Hal et Ninove). Après une première reconnaissance, les chefs de bataillons étaient peu heureux de leurs futures positions. Leurs prédécesseurs avaient vraisemblablement fort confiance en la protection offerte par l'obstacle que constituait le canal Albert et avaient ainsi négligé de renforcer leurs positions. Le colonel Long installa son poste de commandement le long de la route Veldwezelt–Mopertingen à environ 2 kilomètres à l'est du pont de Veldwezelt.

### 10 mai
Comme la plupart des autres unités gardant le canal Albert, le régiment est alerté vers 00h30. Le régiment est alors dans ses cantonnements à environ un kilomètre du canal et à la garde du sous-secteur nord de la 7e division en ce y compris les ponts de Veldwezelt, Briegden et Gellik. Les ponts de Veldwezelt et de Briegden sont gardés par un détachement du bataillon de cyclistes-frontière du Limbourg.
Aussitôt l'alarme donnée, les hommes se rendent à leurs positions de combat. Les 2e et 3e bataillons sont en première ligne tandis que le 1er bataillon reste à l'arrière. Le 2e bataillon est positionné du pont de Veldwezelt (inclus) au pont de Briegden (inclus). Cette position est prolongée à l'ouest par le 3e bataillon, du pont de Briegden (exclus) à Eigenbilzen (exclus). Ce bataillon garde le pont de chemin de fer et le pont de Gellik. Le 1er bataillon est stationné en arrière au nord de la route Veldwezelt–Mopertingen. Les armes lourdes du 4e bataillon sont réparties entre les autres bataillons, qui ont également reçu des renforts d'autres unités de la division :
- 1er bataillon : 1 canon C47 de la 14e compagnie, 2 pelotons de la 1re compagnie C47 attachée à l'état-major de la division
- 2e bataillon : 2 pelotons de mitrailleurs de la 13e compagnie, 2 pelotons C47 de la 14e  compagnie, 1 peloton mortier Van Deuren
- 3e bataillon : 1 peloton respectivement des 13e, 14e et 15e compagnies

Aucune réserve n'est prévue pour mener une éventuelle contre-attaque. Le régiment étant trop proche de la frontière néerlandaise, aucun avant-poste ne fut déployé. Seul un petit détachement a été envoyé à l'est du canal pour renforcer un poste de douane.
Les quatre ponts sur le canal Albert compris dans le sous-secteur du régiment sont flanqués de 9 bunkers et équipés de barrages et de charges explosives. Ces charges explosives ont été placées par le 21e bataillon du génie et leur surveillance aux ponts de Veldwezelt et Briegden incombe à des détachements du bataillon de cyclistes-frontière du Limbourg tandis que ceux des ponts près de Gellik au 6e bataillon du génie. La zone couverte par le régiment est assez vaste et compte un coude à quasi 90° du canal Albert. Le 18 régiment de ligne appartenant également à la 7e division d'infanterie est placé au sud et à l'ouest se trouve le 11e régiment de ligne appartenant à la 4e division. Le régiment peut compter sur l'appui feu direct des 2e et 3e groupes du 20e régiment d'artillerie.
Le premier échelon (2e et 3e bataillons) se signale prêt au combat à 03h24. Le deuxième échelon (1er bataillon) suit à 03h55.
Quelques minutes après le passage de planeurs au-dessus des positions du régiment vers 04h12, de nombreux Stukas et bombardiers lourds traversent la frontière en formations denses pour bombarder les cantonnements, les postes de commandement et les carrefours. L'armée de l'air allemande disposait apparemment de données précises sur l'emplacement de ces différentes cibles. Après le bombardement, les planeurs atterrissent entre 04h26 et 04h45. Le bombardement de Veldwezelt reprend une fois que tous les planeurs ont atterri.
La prise des ponts permet aux allemands d'étendre plus aisément leur tête de pont. À 10h16, le commandant du régiment ordonne une contre-attaque avec les pelotons récupérés auprès de la 1re compagnie. À 11h00, cette contre-attaque piétine en raison de l'aviation allemande qui interdit tout mouvement de troupes vers le front. En soirée, l'ennemi a conquis une bande de terrain d'environ 1 km de profondeur sur la rive belge. Le régiment ne tient que difficilement et doit se replier à chaque tentative d'infiltration allemande. À 18h00, après l'échec de la contre-attaque du peloton de C47 du Lieutenant Bailleux sur T13, le colonel Long décide de déplacer son poste de commandement vers la bordure est de Mopertingen.

#### 2ebataillon
Le bataillon a trois compagnies en première ligne : la 6e qui garde le pont de Veldwezelt, la 5e le pont de Briegden et la 7e qui est positionnée le long du canal entre les deux ponts. De ce fait, ce bataillon n'a aucune réserve pour réagir si ses lignes sont percées.

##### Pont de Veldwezelt
À 00h30, le caporal chef de section du détachement des cyclistes-frontière est informé de l'alarme par son commandant de compagnie. Il commence alors immédiatement à préparer le mécanisme d'allumage des explosifs qui se trouve dans le bunker au pied du pont. À 01h35, tout est prêt, sa section s'installe à l'extérieur du bunker. Le bourgmestre de Veldwezelt est également au courant de l'alarme et, comme d'habitude, a fait évacuer les maisons à proximité immédiate du pont. À 04h15, le caporal voit des avions sans numéro d'immatriculation les survoler et le signale à la caserne de Lanaken. Il n'a pas encore l'autorisation de faire sauter le pont. À 04h20, les tirs d'alarme du fort d'Eben-Emael se font entendre, le commandant de le 2e compagnie qui a le pont sous sa responsabilité demande à son commandement, sans l'obtenir, l'autorisation de faire sauter le pont. À 04h26, des planeurs allemands entament un piqué à proximité, la 6e compagnie qui se trouve sur le pont à ce moment reçoit l'ordre de leur tirer dessus.
La section de cyclistes-frontière s'engouffre dans le bunker et entame la mise à feu des explosifs, ce qui prend quelques minutes. Un planeur effectue un atterrissage brutal à 50 mètres du bunker. Les parachutistes allemands se ruent à l'arrière non protégé du bunker et font sauter le hall d'entrée. Ensuite, la porte intérieure blindée est forcée et des explosifs sont jetés à l'intérieur du bunker tuant 12 des 13 cyclistes-frontière. Un quart d'heure après le début de l'action, les fallschirmjäger signalent par radio que le pont est capturé intact.
La 6e compagnie qui est la plus proche du pont est complètement maîtrisée quasi immédiatement par les neuf planeurs qui atterrissent dans leurs sous-quartiers. Le peloton du Lieutenant Bossaert compte 24 morts en un rien de temps et pour 11 dans le peloton du Lieutenant Lombaerts dans les premiers instants après l'atterrissage. La mitrailleuse anti-aérienne est également anéantie: 4 des 8 soldats sont tués et 2 sont grièvement blessés. Les hommes de la Trupp 2 mettent le bunker C hors de combat en détruisant l'armement avec des charges creuses. Cependant, ils n'ont pas le temps de pénétrer dans le bunker et l'équipage belge y reste piégé jusqu'à leur reddition le lendemain matin. 
Vers 6h15, les fallschirmjäger reçoivent le renfort d'un peloton est largué au-dessus du pont. Ce peloton est le seul de parachutistes allemands à être largué en parachute le 10 mai.
À 07h29, la 6e compagnie signale que ses deux pelotons de tête ont été éliminés et qu'un seul le peloton offre une résistance en profondeur. À 07h55, la 6Cie demande à se replier sur la voie Veldwezelt – Vroenhoven, ce qui est autorisé par le Maj Van Driessche. Les premières infiltrations allemandes ont également lieu entre la 7e compagnie et le poste de commandement du 2e bataillon.
À partir de 09h00, les premiers fantassins allemands franchissent le pont, ce qui augmente encore la pression sur les Belges. Plusieurs pelotons du 1er bataillon subissent de très lourdes pertes dans leurs tentatives de reprendre le pont. Vers 11h00, ce qui reste de la 6e compagnie est positionné derrière la Steenweg à Lanaken. À partir de 13h30, l'infanterie allemande traverse le pont en masse et vers 14h30, la lisière sud de Veldwezelt et l'intersection du Bilzerbaan avec la Kiezelweg sont atteints. Au nord du pont, la 7e compagnie tient encore et peut étendre son dispositif jusqu'à Veldwezelt où elle rejoint la 4e batterie du 20e régiment d'artillerie qui a réorienté  ses canons pour diriger le feu sur les assaillants. Le bunker D tire régulièrement sur les renforts allemands qui affluent par le pont. La 14e batterie du 14e régiment d'artillerie soutenue par un peloton de carabiniers défend le périmètre de sa position à l'intersection avec la Bilzerbaan, mais doit finalement céder du terrain à partir de 17h30. Au sud, la 10e compagnie du 18e régiment de ligne parvient à repousser toute attaque contre la colline de Hees et bloque ainsi toute progression vers le sud.
Le commandant de la 7e division envoi un peloton de sa compagnie C47/T13 en renfort avec l'ordre de mener une contre-attaque en direction du pont de Veldwezelt. À la sortie Est de Mopertingen au kilomètre 96, il est accueilli en terrain découvert par un carabinier qui guidera le peloton jusqu'au pont. Lors du contact, cependant, le peloton est repéré par un Stuka et subit des tirs. Cela neutralise un C47/T13. Les trois véhicules restants poursuivent leur progression vers le pont et parviennent à atteindre le périmètre allemand autour de la tête de pont vers 17h15. Une légère panique éclate parmi les défenseurs allemands de la tête de pont. Un appui aérien est d'abord sollicité par l'Oberleutnant Altmann (commandant du Gruppe Stahl) puis par l'Hauptmann Koch pour, en vain, stopper l'attaque. Faute de moyens antichar, les parachutistes allemands utilisèrent un C47mm belge capturé avec succès contre deux des trois C47/T13. Ce raid échoue.

##### Pont de Briegden
Au nord-ouest de Veldwezelt, la 5e compagnie garde le pont de Briegden en compagnie d'une section du Bataillon de cyclistes-frontière du Limbourg. Après avoir appris l'assaut aéroporté du pont de Veldwezelt, le capitaine commandant la 5e compagnie veut faire sauter le pont de Briegden le plus rapidement possible. Cependant, le pont de Briegden n'est pas un objectif pour les parachutistes allemands et la section de cyclistes-frontière refuse car il se trouve sur la route de repli des 5e et 6e compagnies de leur bataillon ainsi que du groupe cycliste de la 17e division d'infanterie qui sont positionnés le long du Canal Briegden-Neerharen et du Zuid-Willemsvaart. Le capitaine tente de faire exploser le pont lui-même mais ne trouve pas le mécanisme du détonateur et les cyclistes-frontière au courant sont partis en toute hâte à 04h30 pour aider les survivants du bombardement de leur caserne de Lanaken (située à 200 mètres du pont). La 5e compagnie des cyclistes-frontière du Limbourg réussissent à franchir le pont en fin d'après midi, poursuivis par les allemands mais pas la 6e compagnie qui traversera le canal Albert à Diepenbeek. Au même moment, un détachement du 21e régiment du génie passe le pont et constate que la section qui est censée garder l'installation des mines n'est plus présente. Les allemands étant proches, il est décidé de mettre en œuvre la destruction mais le détachement doit se replier sous le feu ennemi. Une seconde tentative sera effectuée de nuit. 
À 15h00, la 5e compagnie signale qu'elle est attaquée par l'arrière par des parachutistes infiltrés alors qu'elle résiste à l'ennemi qui tente de traverser le pont de Briegden. Elle finit par se replier sur les positions du 3e bataillon, laissant la 7e compagnie encerclée.

#### 3ebataillon

##### Ponts de Gellik
Les 3 compagnies du bataillon sont déployées en ligne derrière le canal Albert : la 10e compagnie à l'est a rejoint le 2e bataillon et garde le pont ferroviaire de Gellik, la 9e compagnie est au centre du dispositif et garde le pont routier de Gellik tandis que la 11e compagnie est à l'ouest du secteur du bataillon à la limite avec la 4e division.  Le poste de commandement du bataillon est situé dans le hameau de Kompveld. Les ponts au sud de Gellik ne constituent pas un objectif pour les troupes aéroportées allemandes et sont initialement ignorés par l'attaquant.
Les sapeurs du 6e régiment du génie, parviennent à détruire les ponts vers 05h30, bien avant l'arrivée des allemands. Ce n'est qu'en fin d'après-midi, lorsque les Allemands traversent la Meuse à Oud Rekem à 13h30 et avancent vers le canal Albert que la position du bataillon est mise sous pression. Le bataillon tient bien le coup.

#### 1erbataillon
Le bataillon s'est établi derrière les positions de première ligne le long du canal Albert, allant du sud de Veldwezelt à l'accès nord de Mopertingen, principalement dans le but de repousser les attaques du nord et de l'est. À 10h15, le bataillon reçoit l'ordre d'envoyer deux pelotons en renfort du 2e bataillon. La 1re compagnie se dirige vers les lignes de front mais est la cible de tirs nourris de l'aviation allemande. Finalement, un seul peloton atteint les positions de la 6e compagnie. Le deuxième peloton reviendra. À 11h00, la contre-attaque est suspendue.
La position du bataillon n'est plus menacée pendant la journée, et seule la 2Cie est approchée. Durant la nuit, des infiltrations sont observées entre les positions des 3e et 1er bataillons ainsi qu'à la limite entre le régiment et le 18e régiment de ligne.

### 11 mai

#### État-major
Au petit matin, le colonel est toujours dans son poste de commandement à Mopertingen. À 05h00, un peloton de reconnaissance français arrive à Mopertingen et rend compte au commandant du régiment. Il prend note de la situation et décide de se diriger vers Veldwezelt pour découvrir où se trouve l'ennemi. Un quart d'heure plus tard, le peloton français traverse à nouveau Mopertingen, sans s'arrêter, vers la RN2 ayant été la cible de tirs ennemis alors qu'il quittait Mopertingen.
Vers 08h30, il décroche vers Eigenbilzen. De là, le commandant s'organise pour rejoindre le 11e régiment de ligne. Celui-ci battant en retraite, il fut décidé de retirer toutes les troupes restantes dans la forêt de Hoelbeek.

#### 2ebataillon
Durant la nuit, l'infanterie allemande a pénétré le secteur du bataillon par le pont de Veldwezelt et réussi à faire la jonction avec les troupes situées de l'autre côté du pont de Briegden consolidant ainsi sa tête de pont.
Vers 00h30, un détachement du génie arrive au poste de commandement et l'informe de sa mission de destruction du pont de Briegden abandonné par les carabiniers la nuit précédente. Renforcé de quelques hommes du bataillon, il arrive au pont à 05h00. La rive opposée est occupée par des cyclistes allemands qui subissent le feu de l'artillerie belge. Le détachement de démolition attend la fin du bombardement puis se dirige vers le pont. Vers 9 heures du matin, la mission est réussie et le pont détruit. Lorsqu'ils tentèrent de regagner leurs lignes, plusieurs soldats furent tués et d'autres fait prisonniers. Pendant ce temps, la 7e compagnie, isolée, continue le combat en désespoir de cause. Elle n'a plus aucun contact ni avec l'état-major du bataillon ni entre les pelotons. Vers 09h00, à court d'issue, elle se rend.
Le régiment n'est plus en mesure de défendre son sous-secteur face à la supériorité allemande. De nombreuses positions de carabiniers seront encerclées et des centaines de soldats seront capturés le 11 mai.
Le bataillon, qui combat désormais sur deux fronts, est au bord de l'effondrement. Les 5e et 6e compagnies sont repoussées derrière la route Veldwezelt – Vroenhoven et son poste commandement est encerclé.

#### 3ebataillon
Durant la nuit du 10 au 11 mai, les bruits des combats se font entendre en permanence à l'est et au sud des positions du bataillon. Des éclaireurs sont envoyés à la limite est du Kompveld pour vérifier la situation du 1er bataillon.
La Luftwaffe contrôle à nouveau l'espace aérien du sous-secteur et les positions du bataillon sont à nouveau la cible d'attaques. 
La plus grande menace vient du sud. Après l'attaque réussie du 2e bataillon, les troupes allemandes parviennent néanmoins à s'infiltrer entre les 1er et 3e bataillons. 
Craignant l'encerclement, le contact avec le poste de commandement du régiment étant perdu et la confirmation que l'ennemi a bien pénétré dans la zone arrière du bataillon pousse celui-ci à la retraite vers le sud-ouest avec ordre de se rassembler initialement à Flétange. Dans la précipitation, les armes lourdes ne pouvant être emportées sont sabotées et abandonnées. Les trois compagnies quittent leurs positions vers 10h30. En raison de la présence de l'ennemi dans cette direction, un contre-ordre est donné de modifier son itinéraire de marche vers  Eigenbilzen. Seule la 11e compagnie reçoit ce nouvel ordre de marche, et peut encore rejoindre partiellement les positions du 11e régiment de ligne voisin avec quelques éléments des 12e, 13e et 14e compagnies et d'un peloton de la 9e compagnie.
Le reste du bataillon est démantelé. La 10e compagnie est capturée vers 13h30 à Mopertingen tandis que la 9e compagnie dépose les armes vers 14h00 dans la Kerkstraat. Deux pelotons erreront encore dans la zone pendant quelques heures, mais se rendront ensuite.

#### 1erbataillon
Durant la seconde moitié de la nuit du 10 au 11 mai, la position du bataillon est menacée aussi bien par le nord que par le sud. Au nord, l'ennemi s'infiltre entre les 3e et 1er bataillons dans le courant de la matinée. Au sud de la route Veldwezelt – Bilzen, l'ennemi avance entre le régiment et le 18e régiment de ligne au sud et attaque vers 02h00 notamment les troupes de la 2e compagnie. 
Entre-temps, les postes de commandement du régiment et des 1er et 4e bataillons sont arrivés à Mopertingen même. Ces trois groupes d'état-major se sont retirés de leurs positions initiales entre Mopertingen et Veldwezelt au cours de la seconde moitié de la nuit du 10 mai.
Le colonel commandant le régiment décide à 08h30 que la défense, sous la pression ennemie croissante, de Mopertingen n'est plus possible. Il s'organise pour que la partie du régiment qu'il contrôle encore rejoigne le 11e régiment de ligne voisin. À 09h30, les détachements du 1er bataillon arrivent sur leur nouvelle position le long de la limite est et sud-est du village.
Après une escarmouche de durée limitée, le village tombe aux mains de l'ennemi et les troupes belges restantes sont capturées.

#### Détachements restants
À 13h00, les détachements demeurant encore sous le contrôle du commandant du régiment arrivent dans la forêt de Hoelbeek. Celui-ci décide de les réorganiser dans l'intention de rejoindre le front au plus vite.
Rapidement cependant, la Luftwaffe découvre les troupes belges et la forêt de Hoelbeek est bombardée. Vers 15h, le détachement, divisé en 2 colonnes bas en retraite : le 1er bataillon est envoyé à travers la limite nord et ouest de Bilzen et finira par rejoindre le 4e régiment de ligne tandis que les restes du 3e bataillon marcheront vers Hoeselt via Waltwilder et Martenslinde qu'ils atteindront entre 17h30 et 18h00. Vers 23h00, ils tenteront de s'échapper vers Beverst mais seront capturés le lendemain vers 06h00 le long de la chaussée de Tongres.
On estime que le régiment compte 91 victimes au cours des deux premiers jours de la guerre et qu'il a perdu jusqu'à deux tiers de ses effectifs en tués, blessés, disparus et capturés.

### 12 mai
Plusieurs restes du régiment tentent de se mettre en sécurité derrière la ligne KW. Ainsi, de nombreux groupes de quelques soldats se déplacent à travers les villages et les champs de la Hesbaye vers l'ouest.

### 13 mai
Le régiment poursuit sa route vers Bruxelles à pieds.

### 14 mai
Le régiment atteint la capitale via Diegem et Vilvorde pour finalement se regrouper à la maison communale de Neder-over-Heembeek. Le régiment dispose juste de suffisamment d'hommes pour reformer quatre compagnies d'une centaine d'hommes, représentant environ un quart de son effectif initial. 

### 15 mai
Lorsqu'il apparait clairement que la 7e division ne pourra être prête à temps, elle reçoit l'ordre de quitter Bruxelles de se déplacer plus à l'ouest vers Alost. Le commandant de la division, le général Van Trooyen  reçoit une nouvelle affectation et est remplacé par le colonel Duez nommé commandant par intérim. Les unités motorisées s'installent à Serskamp entre Alost et Wetteren. Le régiment, accompagné des restes du 2 régiment de grenadiers et du 18e régiment de ligne, partent à pied vers 20h00 vers la nouvelle zone de réorganisation à l'ouest de la Dendre. La colonne atteint Wanzele à 10h00 le lendemain.

### 16 mai
Le colonel Duez se rend à Saint-André-lez-Bruges où il apprend du général-major Clément, commandant du Centre de Rassemblement des Isolés de l'Armée (CRIA), qu'il doit faire déplacer la 7e division d'infanterie en Flandre occidentale et la faire stationner près de Torhout-Lichtervelde et prendre le commandement de plusieurs détachements isolés. La colonne d'infanterie de la 7e division qui arrive à Wanzele aux alentours de 10h00 embarquera dans un train à 12h00 après une courte période de repos direction la Flandre occidentale.

### 17 mai
Le train avec les fantassins de la 7e division d'infanterie entre en gare de Thourhout vers 4h00 du matin. Les troupes se voient attribuer de nouveaux cantonnements à Lichtervelde et Thourout. Le régiment est renforcé par un groupe de soldats isolés du 3e régiment de Chasseurs Ardennais. Les autres régiments de la 7e division doivent également incorporer divers détachements séparés de leur unité durant la retraite de Namur ou d'Ardenne.

### 18 mai
La division doit être transférée à Poperinge en prévision de son évacuation vers la France. Les fantassins sont à nouveau regroupés en une seule colonne qui marche en direction du Westhoek à 17h00.

### 19 mai
Ce qui reste de la 7e division atteint la ville de Poperinge en début de nuit. Le transport par train étant impossible, le Grand Quartier Général décide d'envoyer la division à pied de l'autre côté de la frontière.
À 9h45, une première colonne part, escadron cycliste en tête. Le détachement du 2e régiment de carabiniers quitte quant à lui Poperinge aux environs de midi. Le passage de la frontière franco-belge se fait aux douanes d'Abeele et de Proven. Il se dirige ensuite vers Cassel qu'il atteint vers 17h15. Ils reçoivent l'ordre comme les autres détachement de poursuivre leur route vers Amiens ou Abbeville. Un petit élément d'état-major du régiment reste sur place à Kassel pour regrouper les soldats isolés et retardataires.

### 20 mai
L'état-major du régiment abandonne Cassel et rejoint les unités CRI qui traversent la ville. Le régiment est arrivé à Boulogne et de là, il rejoint Nouvion, Saint-Valéry et Rouen. Les unités de la 7e division d'infanterie arrivent à se déplacer vers le sud juste et échappent de justesse à l'encerclement allemand. Ces derniers atteignant Noyelles-sur-Mer à l'embouchure de la Somme dans la nuit du 20 au 21 mai et encerclant de fait de nombreuses autres unités belges.

### 21 mai
Le régiment se dirige désormais vers Rouen. Le contact avec le Haut commandement belge est perdu et la retraite se déroule dans le chaos. Plusieurs détachements du régiment, déjà très affaibli, se perdent en cours de route et tentent tant bien que mal de poursuivre leur marche plus au sud. Les éléments encore organisés de la 7e division d'infanterie sont en route vers Evreux.

### 22 mai
Le régiment progresse plus loin vers Evreux. Depuis la retraite de Poperinge, le régiment compte 6 morts. En outre, un certain nombre de véhicules et d'équipements ont également été perdus.

### 23 mai
Les détachements du régiment arrivent aux Baux-de-Breteuil. Le reste de la 7e division recherche également des cantonnements dans la région de Conches. Le colonel Duez décide que la division restera dans la région de Conches et L'Aigle jusqu'à nouvel ordre et sera convoyée par train vers une nouvelle destination pour se reformer à une date restant à déterminer.

### 24 mai
Après un nouveau décompte, le régiment compte encore 4 officiers et plusieurs centaines d'hommes.

### 25 mai
Les autorités françaises veulent alléger la pression sur la région de Conches-L'Aigle en demandant aux Belges d'envoyer tous les surplus de troupes dans le sud de la France. Le détachement de chasseurs ardennais se sépare du régiment. Les autres unités laissent également partir les renforts reçus à Lichtervelde vers le Midi. Ces détachements rejoindront leurs Centre de Renforcement et d’Instruction respectifs.

### 26 mai
Le régiment stationne encore un dernier jour près de Conches-L'Aigle.

### 27 mai
Le régiment se voit attribuer une nouvelle destination. Dans la nuit du 27 au 28 mai, l'ensemble de la division sera redirigée vers le département du Morbihan sur la côte bretonne. La division compte alors environ 330 véhicules et 60 motos qui partiront par la route le lendemain. Les quelque 550 vélos et le reste de la troupe poursuivront leur voyage en train.
Les Centre de Renforcement et d’Instruction (CRI), désormais implantés dans le sud de la France, apprennent également le changement de destination de la 7e division d'infanterie et donnent immédiatement l'ordre de renvoyer tous les soldats de cette division qui ont déjà atteint le Midi au nord et de rejoindre la division en Bretagne. Les majors Moedts et Lorent partent pour Malestroit avec les hommes destinés au régiment.

### 28 mai
Les premières unités de la 7e division d'infanterie arrivent en Bretagne et s'installent autour de Malestroit. Dans la matinée, les troupes apprennent la capitulation de l'armée belge.

### 29 mai
Les colonnes avec les véhicules arrivent à Malestroit. Le régiment s'installe à Serent et Saint-Guyomard. Le Colonel Duez réintègre le 18e régiment de ligne et est relevé par le général-major Van Daele, qui commandait l’École Royale Militaire au moment de l'invasion. La première tâche de Van Daele est de rassembler l'état-major de la division avec les quelques officiers restants. Van Daele travaille alors avec le Haut Commandement belge pour trouver les hommes nécessaires pour reformer une division complète.

### 30 mai
Les Centres de Renfort et d’Instruction (CRI) qui ont été évacués dans le sud de la France reçoivent l'ordre d'affecter 140 officiers et 4 500 hommes à la 7e Division d'infanterie. Ces hommes devaient, dans un premier temps, être sélectionnés parmi les militaires ayant fui vers la France et isolés de leur unité et parmi les réservistes expérimentés. Les détachements doivent alors être complétés par des miliciens de la classe 1940. Le lieutenant-colonel Rustin, commandant du 51e régiment de ligne, est nommé pour reprendre le commandement du régiment en remplacement du colonel Long fait prisonnier de guerre le 11 mai. Il part pour Malestroit le 31 mai après avoir remis le commandement du régiment de ligne au capitaine Beaumont.

### 2 juin
Les premiers trains avec les renforts pour la 7e Division quittent le département du Gard et se dirigent vers la gare de Ploërmel sur la côte bretonne. Le détachement du 2e bataillon du 4e régiment de carabiniers arrive également en gare de Ploërmel et est rattaché au 1er bataillon du 2e régiment de carabiniers.

### 4 juin
Le régiment reçoit les premiers renforts des Centres de Renfort et d’Instruction. Les détachements suivants lui sont affectés:
- 618 officiers et hommes du 7e régiment de chasseurs ardennais sous le commandement du Capitaine Lemercier;
- 27 officiers du 11e régiment de chasseurs à pieds sous les ordres du major De Vleeschouwer;
- 16 officiers et 1 000 hommes du 2e bataillon du 4e régiment de carabiniers;
- 10 officiers et 800 hommes du 1er bataillon du 53e régiment de ligne.

Les jours suivant seront consacrés à la remise sur pied des différentes unités, démarche qui ne sera que partiellement réussie. Les troupes provenant des CRI disposent en effet de leurs armes personnelles mais pas d'armement collectif. Il manque de téléphones de campagne et d'autres équipements. Et malgré les chiffres évoqués ci-dessus, des compagnies ne sont pas complètes. Le détachement du 1er bataillon du 53e régiment de ligne arrive à Ploërmel le 5 juin.

### 13 juin
L'intégration des renforts dans la 7e Division est malaisée et il ne semble pas possible d'en réorganiser correctement les trois régiments. Qui plus est, le général Van Daele avait des doutes sur la motivation des soldats les plus âgés des bataillons en renfort et les Français avaient déjà fait savoir qu'ils ne seraient pas en mesure d'équiper plus de deux régiments d'infanterie. Le 13 juin est publié l'Ordre du jour no 14 de la 7e Division par lequel le Général Van Daele annonce que finalement le 2e régiment de grenadiers ne sera pas reconstituée et que la division sera réorganisée selon le modèle des divisions légères françaises.
Subsisteront donc le 18e régiment de ligne et le 2e régiment de carabiniers.
Les soldats du 2e régiment de grenadiers qui sont passés en France avec la division sont regroupés dans un seul bataillon qui est rattaché au 2e régiment de carabiniers, mais sont autorisés à conserver leurs insignes.
L'escadron cycliste de la 7e Division est transféré au 18e régiment de ligne.

### 14 juin
Le régiment doit à nouveau rendre des hommes dont les 2e bataillons du 4e régiment de carabiniers et du 4e régiment de grenadiers. Ces bataillons sont renvoyés par train dans leurs régiments respectifs. Avec les renforts restants, le régiment peut néanmoins former à nouveau quatre bataillons :
- Ce qui reste du régiment formera le 1er bataillon;
- Le 2e bataillon est formé avec ce qui reste du 2e régiment de grenadiers;
- Le 3e bataillon est formé avec le 7e régiment de chasseurs ardennais;
- Le 4e bataillon est formé par le 1er bataillon du 53e régiment de ligne.

### 16 juin
Au court d'une visite à Poitiers au lieutenant-général Denis, ministre de la Défense nationale, le général-major Van Daele apprends qu'il est prévu d'évacuer la 7e division d'infanterie sans ses armes et sans son équipement vers le Royaume-Uni. Van Daele retourne immédiatement en Bretagne et met toutes les unités en attente d'un éventuel embarquement.

### 18 juin
Alors que les dernières troupes alliées abandonnent la Bretagne avec les divisions blindées allemandes dans leur dos, le général de division Van Daele continue de faire pression pour obtenir des instructions supplémentaires pour le transport de sa division vers le Royaume-Uni. Au cours de l'après-midi, il devient néanmoins clair que les politiciens ne réaliseront pas ce plan. La division va désormais être mise en sûreté au sud de la Loire. Les détachements des 1er et 2e bataillons pourront être transportés par camions mais pas le 3e bataillon qui devra poursuivre à pied faute de moyens de transport disponible.

### 19 juin

#### État-major
Le régiment suit le 18e régiment de ligne vers le sud. Alors que ce régiment poursuit sa retraite de manière organisée et traverse la Loire via Malestroit, Péaule, La Roche-Bernard, Herbignac et Saint-Nazaire, le 2e régiment de carabiniers perd vite sa cohésion quand il apprend que le génie français a détruit un pont routier à La Roche-Bernard. Le régiment se disloque à l'approche de ce village et les Belges, qui ignorent que le pont est en réalité encore intact, tentent d'atteindre la Loire par petits détachements. Les troupes allemandes conquièrent Nantes ce jour-là et dépassent ces détachements en plusieurs endroits. Les Belges tentent d'éviter tout contact avec l'ennemi et ce soir-là, se cantonnent dans des villages et des forêts reculés pour éviter d'être capturés. Le général de division Van Daele et l'état-major ont quant à eux, déjà fuit vers la ville de Pons.

### 20 juin

#### État-major
La majorité des détachements du régiment se rendent lorsqu'il devient clair que les routes menant à Saint-Nazaire sont désormais barrées par les troupes allemandes et qu'il n'y a aucun moyen de passer. Un groupe important autour du 1er bataillon est capturé sur la route de Pontchâteau vers Nantes.

#### 2ebataillon
Un détachement d'une centaine d'hommes restants du bataillon grenadiers bouge sur Assérac. Le 21 juin, le 3e bataillon du 18e régiment de ligne arrive également à Assérac. Ils décident de se regrouper sous le commandement du Major Vanderghinste. Étant coupés du reste de la 7e division, ils devront retrouver leur propre chemin vers la Belgique.

#### 3ebataillon
Ce bataillon se trouve alors autour de Missillac. Après concertation, un petit groupe décide de rebrousser chemin vers Lorient, où les Allemands n'ont pas encore été repérés. Ce groupe autour des capitaines-commandants Van Casteel et Cambier parvient à La Turballe à prendre place à bord d'un navire de transport qui évacuera les troupes polonaises vers le Royaume-Uni et arrivera finalement au camp militaire belge de Tenby. La majorité du bataillon décida de rester en France et de chercher une route vers le sud.

### 22 juin

#### État-major
La France signe l'armistice sans conditions à Compiègne et s'engage à désarmer et à livrer aux allemands les troupes belges présentes en France non-occupée. Le régiment étant en France occupée, cette clause ne s'applique pas et rien n'est prévu !

#### 3ebataillon
Les restes du 3e bataillon sont faits prisonniers. Les hommes sont transportés vers le camp temporaire de prisonniers de guerre à Vannes.

### 24 juin

#### 2ebataillon
L'arrière garde du 2e bataillon ainsi que du 3e bataillon du 18e régiment de Ligne tente à Assérac de prendre contact avec l'occupant allemand. Le major Vanderghinste se déplace jusqu'à la kommandantur de La Baule où il reçoit l'instruction de retourner à pieds avec son bataillon à Vannes. Le déplacement vers Vannes est alors préparé.

### 27 juin

#### 2ebataillon
Le détachement, sous les ordres du major Vanderghinste qui n'avait pas encore quitté Vannes, reçoit l'ordre de marcher jusqu'à Saint-Nazaire. Le jour suivant, il fait demi-tour à la suite d'un contre-ordre.

### 11 juillet

#### 2ebataillon
Le détachement composé du 2e bataillon et du 3e bataillon du 18e régiment de ligne, stationné à Vannes depuis fin juin, est préparé pour être envoyé en captivité le 12 juillet. Les hommes doivent marcher de nouveau vers Assérac.

### 19 juillet

#### 2ebataillon
Les hommes du bataillon sont désormais prisonniers de guerre et internés au Collège Saint-Louis de Saint-Nazaire où se trouve également le 2e bataillon du 56e régiment de ligne capturé précédemment.

### 6 août

#### 2ebataillon
En France, le gouvernement militaire allemand décida que les prisonniers de guerre appartenant au 3e bataillon du 18e régiment de ligne et aux 2e bataillons des 2e régiment de carabiniers et 56e régiment de ligne pourront rentrer en Belgique. Le 10 août, ces militaires y seront mis dans des trains en direction de Bruxelles-midi et seront libres le lendemain.

## Après-guerre
Il devient un régiment d'infanterie blindée de réserve. Il faisait partie de la 10e brigade blindée.
Il est dissous en 1991.

## Drapeau
- Campagne 1914-1918[1]
- Anvers[2]
- Yser[3]
- Tervaete[4]
- Westroosebeke[5]
- Rumbeke[6]
- Steenstrate[2]
- Canal Albert[7]

Il porte également la fourragère aux couleurs de l'ordre de Léopold. 

## Organisation

### Le1erdécembre 1913
- 3 bataillons divisés en
  - 1 compagnie de mitrailleurs
  - 3 compagnies de carabiniers

### Le 10 mai 1940
- 1 compagnie de commandement;
- 1 compagnie médicale
- 1 peloton d'éclaireurs
- 3 bataillons divisés en :
  - 3 compagnies de fusiliers
  - 1 compagnie de mitrailleurs
- 1 bataillon divisé en :
  - 1 compagnie de mitrailleurs (13e)
  - 1 compagnie anti-chars C47 (14e)
  - 1 compagnie de mortier (15e)

## Personnalités ayant servi dans le régiment
- Louis Paul Boon
- Arthur Prévost